# Cornelis Thymanszoon Padbrué
Pour les articles homonymes, voir Padbrué.
Œuvres principales
- Kusies in 't latijn geschreven door Ioannes Secundus (1630, édition augmentée en 1641)
- De Kruisbergh (1640)
- 't Lof [van] Jubal[s] (deux livres : 1643 et 1645)
- De traanen Petri ende Pauli (1646)

Cornelis Thymanszoon Padbrué, né en 1592 (?) à Haarlem en Hollande et mort dans sa  ville natale en 1670, est un compositeur néerlandais à cheval entre la Renaissance et le Baroque.

## Biographie
Padbrué appartient à la même famille de musiciens professionnels que le compositeur David Janszoon Padbrué.
En tant que joueurs de chalumeau, lui et son frère rejoignirent la société de musiciens au service de la ville de Haarlem à partir de 1610.  Padbrué succéda à Jan Wsz. Lossy, qui fut sans doute son professeur, au poste de premier musicien en 1629, portant dès lors le titre de « master » (maître).  En outre, il enseigna à jouer du clavecin aux aveugles de la paroisse réformée.  Il fut cependant licencié en 1635 après un litige persistant avec ses collègues ; il semble qu'il ait souvent été impliqué dans des rixes et on lui avait déjà interdit l'accès au Doelen (le bâtiment où, à l'origine, se réunissaient les membres d'une société d'arbalétriers), après qu'il eut harcelé une couturière en drap.  Selon les témoins, Padbrué, de sa main, l'aurait touchée sous son tablier au moment où elle cousait.  Lijsbeth Dirxdochter, comme elle s'appelait, avait protesté : « Mr. Cornelis, arrêtez ou je vais crier, par ma foi. »  Lors de ces évènements, un carreau se serait brisé.
Dès lors, il dut gagner son pain quotidien comme musicien indépendant.  On connaît peu de choses sur sa vie personnelle pendant la période qui suivit son licenciement.  Tout ce que l'on sait, c'est qu'il fut inhumé à Haarlem, dans l'église Saint-Bavon, en 1670.

## Œuvre
Cornelis Padbrué publia plusieurs ouvrages contenant des motets et des madrigaux pour lesquels des poètes tels que Jacob Westerbaen et Joost van den Vondel, ainsi que les peintres de Haarlem Salomon de Bray et Pieter de Grebber, écrivirent les paroles.
Ce fut vers 1633 que Vondel lui envoya un poème, l'invitant à mettre en musique sa poésie:
| « Wil je zingen, ick wil rijmen O genoeghelijke Tymen. » [4] | « Si tu veux chanter, je veux écrire des vers, Ô Cher Thymansz. » |
Il est dès lors peu surprenant de voir que la mise en musique de la danse des Clarisses (Rey van Klaerissen) O Kerstnacht! schoonder dan de dagen (Ô nuit de Noël ! plus claire que les jours) de la pièce de théâtre de Vondel, Ghysbreght van Aemstel, soit souvent attribuée à Padbrué, ainsi qu'à Dirk Janszoon Sweelinck.  Celui-ci est le fils du célèbre compositeur Jan Pieterszoon Sweelinck et aussi l'éditeur de la réimpression de 1644 du Livre Septième, un recueil de chansons très populaire, où fut reprise une version polyphonique de la chanson de Noël.  Les paroles de la pièce de Vondel avaient déjà été publiées en 1637 ; depuis lors, elle est demeurée célèbre.  La chanson fait également partie des recueils de chansons 't Amsteldams minnebeeckje (Le Ruisseau d'amour amstellodamois) et Christelijck vermaek (Réjouissance chrétienne) de 1645.
Padbrué fut sans doute le compositeur de la musique de théâtre (à quatre voix) de la pièce Gebroeders (Des frères) de 1640 du même Vondel.
En outre, il publia des collections de danses en 1642 et vers 1644 (perdue).  On a conservé de lui deux Symphoniae instrumentales imprimées, chacune d’elles composée d’une pavane et d’une gaillarde.
Toutefois, l'œuvre majeure de Padbrué fut incontestablement l'oratorio De traanen Petri ende Pauli de 1647, publié par Symon Feldt.  Le livret de Vondel avait déjà été publié comme pièce de théâtre en 1641.  L'œuvre, considérée comme le premier oratorio en Europe du Nord, n'a malheureusement pas été conservée dans sa totalité : des cinq parties, deux manquent.
La musique de Padbrué montre une technique accomplie (ainsi, le Kruisbergh comprend un motet à huit voix, dont quatre sont en canon), mais ses madrigalismes fréquents sont désuets et plus descriptifs qu'expressifs.  Il est l'auteur des paroles de certaines de ses pièces.

## Notoriété
Padbrué, sensible à toutes sortes d'influences internationales, appliquait dans ses œuvres différentes écritures courantes à l'époque.  Mais ni les madrigalismes ni le rendu expressif des mots ne prenaient la première place.
À l'instar de Padbrué, certains compositeurs commençaient à pratiquer davantage le genre du madrigal néerlandais : Joan Albert Ban, Cornelis de Leeuw, Joan Du Sart et Anthony Pannekoeck publièrent alors des opus uniquement dédiés à ce répertoire.  Après 1653, la poésie néerlandaise devint moins fréquemment source d'inspiration des compositeurs de la République jusqu'à la conclusion, en 1678, de la paix de Nimègue, qui fut célébrée par l'opéra (ou zangspel ?) De Triomfeerende Min du compositeur Carolus Hacquart et de son librettiste Dirck Buysero.

## Ressources

### Œuvres principales
- (nl) Kusies in 't latijn geschreven door Ioannes Secundus, ende in duytsche vaersen ghesteldt door Iacob Westerbaen, beide haeghsche poeten, nu eerst op musyck ghebracht a 3 ende 4 stemmen met een basso continuo. Door Cornelis Padbrue, Musicijn van Haerlem, dédié à Jacob Westerbaan, Ridder van d'Ordere van St Michael, Heere tot Brandtwijck etc., publié par Harman Anthoni Craenepoel au Corte Bagynestraet à Haarlem en 1630 ; seconde édition : Den tweeden druck, vermeerdert ende verbetert met 5, 4 ende 3 stemmen met een basso continuo... t'Amsterdam gedruckt by Broer Jansz, woonende op de Nieuwe-zijds Achter-borghwal in de Silvere Kan, 1641 ;

« Bises » de 1630, 21 madrigaux néerlandais à trois et à quatre voix ; réédition augmentée en longueur et en nombre de voix en 1641, collection de madrigaux sur des poèmes traduits du latin par Jacob Westerbaen d'après les Basia de Janus Secundus, ainsi que sur des poèmes de Joannes Brosterhuysen ;
- (nl) De Kruisbergh (Golgotha, 1640), collection de deux hymnes (madrigaux néerlandais) sur des paroles de Vondel et quatre motets latins pour solistes et basse continue[8] dédiée à Joffrouwe Magdalena van Erp, Huysvrouwe van den Heere Joost Baeck tot Scheybeek ;

- (la) Synphonia in nuptias Joannis Everswyn et Luciæ Buys, symphonie nuptiale pour Joannes Everswyn et Lucia Buys (mariés à Haarlem le 9 mai 1641), pavane et gaillarde, à cinq parties ;

- (la) Sinphonia in nuptias Mathaei Steyn (Doctor et Advocatus curiæ Hollandiæ) et Mariæ van Napels, symphonie nuptiale de Mathias Steijn et Maria van Napels, mariés à Haarlem le 4 février 1642, pavane et gaillarde ;

- (nl) ’t Lof van Jubal, eerste vinder der musijcke, en allerley musijck instrumenten. Door verscheyden poeten in duytsche en latijnsche vaersen ghestelt, nu eerst op musijck gebracht met vier, vijf en ses stemmen met de gemeene grontstem ofte continuo, Eerste boeck (L'Éloge de Jubal : le premier inventeur de la musique), collection de madrigaux et de motets, publiée par Broer Jansz, Amsterdam, 1643, première partie ;

- (nl) Eere-krans voor Constantin Sohier en Catharina Koymans, echtelijck vereenight op den lesten may 1643, pour le mariage de Constantin Sohier et Catharina Koymans, le 31 mai 1643 à Beverwijk ;

- (nl) 't Lof Jubals, tweede boeck (Second Livre de l'éloge de Jubal, 1645), collection de madrigaux et de motets, publiée par Broer Jansz, Amsterdam 1645 ;

- (nl) De traanen Petri ende Pauli (Les Larmes de Pierre et de Paul, 1646, oratorio à cinq voix) ;

- (nl) Gedicht ende gesang op de eeuwige vrede, (Poème et Chant sur la paix perpétuelle), pour les célébrations à Haarlem à l'occasion de la paix de Münster, publiés par H. Passchiers van Westbusch (5 juin 1648) ; perdus, mais mentionnés dans une lettre de Padbrué[1].

### Discographie partielle
- Spaerens Vreuchden-Bron, Haarlem - City of Music in the Golden Age, Barocco Locco, dir. Fritz Heller, ACD HD 031-2, 2008 (un madrigal néerlandais, quelques motets latins et des pièces instrumentales) ;
- Music from the Golden Age of Rembrandt, Musica Amphion, dir. Pieter-Jan Belder, Brilliant Classics, 2006 (un madrigal néerlandais) ;
- Dutch Madrigals. Hollandse Madrigalen, Camerata Trajectina, dir. Louis Peter Grijp, label Globe 6042, 1997 (plusieurs madrigaux néerlandais et deux pièces instrumentales).